# Smok Feluś
Smok Feluś / Przygody Smoka Felusia (niem. Flitze Feuerzahn), (ang. Flitze Firetooth) – niemiecki serial animowany z 1997 roku.

## Wersja polska
Wersja z angielskim dubbingiem i polskim lektorem. Dystrybucja w Polsce: Demel. Serial został wydany na VHS pod nazwą Smok Feluś oraz na VCD i DVD pod nazwą Przygody Smoka Felusia.

## Spis odcinków
- 1. Przybrana mama / Mama's Boy
- 2. Odkrywca
- 3. Sztuka latania
- 4. Ognisty oddech smoka / Dragon's Breath
- 5. To przecież smok
- 6. Zakochane zwierzęta

### Tytuły niemieckie
- 1.  Flitze aus dem Ei
- 2.  Der Entdecker
- 3.  Hoch in den Lüften
- 4.  Feuer über Tiefenmoor
- 5.  Der Drachentöter
- 6.  Flitze und die Liebe

Źródło:

## Kontrowersje
W trakcie oglądania serialu na kasecie VHS znalazły się treści pornograficzne, co wywołało skandal. Reportaż o tym pojawił się także w Uwadze! w 2005 roku.